# 第九次十字军东征
第九次十字军东征被公认为最后一次目标为圣地的大规模十字军东征。这次十字军东征常常与第八次十字军东征相提并论。它发生于1271年—1272年。
路易九世在第八次十字军东征中夺取突尼斯的失败导致英格兰的爱德华王子决定驶往阿卡城，这便是第九次十字军东征的开端。据说，第九次十字军东征失败的原因是因为十字军精神“荡然无存”，和拜巴尔和马穆鲁克势力在埃及的兴起。它的失败预兆着十字军在地中海地区最后据点的陷落。

## 序言
1260年馬木留克鐵騎於阿音扎鲁特大敗蒙古帝國駐紮在巴勒斯坦的殘兵後不久，馬木留克蘇丹忽秃思隨即遇刺身亡，拜巴尔繼而登上了王位。登基之后，他旋即展开了一系列对十字军的猛烈进攻，阿爾蘇夫、阿特里特、海法、采法特、雅法、亞實基倫和凯撒里亚，一十字軍一座座要塞接二連三陷落，基督徒立即向歐洲大陸本土求援，可援军的脚步却十分迟缓。
1268年，拜巴尔拿下了安条克城，从而完全滅亡了安条克公国，确保了北线的安全，与此同时使得马穆鲁克得以威胁十字军小国之一的的黎波里伯国。
路易九世原本已组织起了一支大规模的十字军，意圖进攻埃及，在中途却令人費解地無故将矛头指向突尼斯，最后連路易自己也于公元1270年病死在當地。英格兰的爱德华王子趕來前戰爭已經結束，于是他继续向耶路撒冷進發，以支援安条克公爵、的黎波里伯爵博希蒙德六世，抵抗马穆鲁克对已經風雨飄搖的十字軍國家之入侵。

## 圣地的十字军活动
经过商议，爱德华王子和路易九世之弟安茹的查理决定将军队带到耶路撒冷王国残余部分的首都阿卡城。这座城市同时也是拜巴尔的最终目标。正当拜巴尔正在围攻充斥着大量基督徒难民的的黎波里时，联军总算于1271年赶到了。凭借塞浦路斯和阿卡作为后盾，爱德华和查理成功打击了拜巴尔的补给线，解除了的黎波里之围。
爱德华一赶到阿卡城，便立即着手建立一个法蒙联盟，向波斯地區的蒙古四大汗國之一的伊儿汗国、同與埃及穆斯林敵對的可汗阿八哈派遣信使。使团由雷金纳德·罗塞尔（Reginald Rossel）、Waus的戈德弗鲁瓦（Godefroi of Waus）和派克的约翰（John of Parker），意在寻求伊兒汗國的军事援助。在一份日期标注为1271年9月4日的回复中， 阿八哈同意合作并询问他应该何时向穆斯林下手。
新的一波来自英格兰和休三世统治下的塞浦路斯的援军赶到，为首的是爱德华之弟兰开斯特伯爵埃德蒙。援军的到来使王子吃下了定心丸。此时的他正忙于袭击夸昆1271年10月末，一支蒙古军队到达叙利亚，并在阿勒颇以南地区四处掠夺。然而，阿八哈主力却陷入与土耳其人作战的泥潭，只能从安纳托利亚抽出萨马加率领的一万骑兵和塞尔柱辅助部队增援基督徒们。尽管规模不大，这些蒙古人仍给南到开罗地区的穆斯林民众带来了巨大的恐慌(他们还记得蒙古帝國大將怯的不花的赫赫威名)  。
但蒙古人没有能够停留多久，拜巴尔在11月12日发动了一次反攻，蒙古人的军团被赶回了幼发拉底河彼岸。
在中间这段时间，拜巴尔擔心十字军可能对他的大本營埃及发动海陆联合进攻。於是，他决定先下手為強，建造一支舰队企圖登陆塞浦路斯以破坏十字军的后勤基地，并将塞浦路斯国王休三世的舰队引離阿卡港口再於公海殲滅，從而孤立死守圣地的爱德华王子及其统领的十字军 (而非直接进攻十字军)。然而，在海战中，拜巴尔的舰队遭受重创全滅，他的军队不得不撤回出发地。 
这次胜利后，爱德华明白想要建立一支足以光复耶路撒冷的军队，先得平息十字军国家的內訌，因此他试图调解休和他手下缺乏热情的塞浦路斯骑士之间的矛盾。与此同时，爱德华王子和休开始和拜巴尔苏丹谈判；1272年5月，双方于凯撒里亚签订了一份有效期为10年10个月又10天的和平协议。条约一签订完，埃德蒙王子便立即动身赶回英格兰，而爱德华则留下观察合约的执行情况。在合约签订之后的第二个月，拜巴尔试图暗杀爱德华。爱德华手刃了刺客，却被淬毒武器所伤，伤口溃烂。返回英格兰的计划不得不推迟。1272年9月，王子离开阿卡驶向西西里，在岛上养傷期間，他先听到他儿子约翰的死讯，几个月过后，他又得到了父王亨利三世去世的噩耗。1273年，爱德华取道意大利半島、加斯科尼和巴黎返回故土。最终，于1274年夏，他总算回到了阔别已久的故国，并在1274年8月19日加冕为英格兰之王。

## 战后

对最后十字军浪漫主义化的描绘。随着一次次穆斯林的胜利，十字军东征这部史诗性剧目的帷幕渐渐落下。

爱德华的伙伴西奥博尔德·维斯康蒂（Theobald Visconti），也就是后来成为教宗的额我略十世在1274年的第二次里昂大公会议上号召再次发动十字军东征，可无人响应。爱德华走后，基督徒内部纷争再起，安茹的查理在和休三世、圣殿骑士团和威尼斯 的权力斗争中取得优势，以图夺取十字军国家统治权。在行贿安条克的玛丽使她放弃对耶路撒冷王国的治权要求后，他开始动手对付休三世，在王国的残余中挑起内战。1277年，圣塞维尼诺的罗格为查理拿下了阿卡。
尽管内战会削弱十字军的力量，这也使十字军团结在一个人（也就是安茹的查理）的统一领导下成为可能。然而，由于威尼斯人提议发动一场对君士坦丁堡而非马穆鲁克的十字军东征使得这一希望破裂。那里的米海尔八世重整了破碎的拜占庭帝国，并将不受欢迎的威尼斯人赶出了帝国领土。热衷于光复圣地的额我略教宗自然不会同意这个计划，然而在1281年，新当选的教宗玛定四世却支持它。然而在作战中，这支军队却遭受惨败。查理军事力量的削弱给了西西里人民可乘之机，在米海尔八世的鼓动下，1282年5月31日，西西里民众发动了西西里晚祷起义，推翻了安茹伯爵的统治，查理被迫打道回府。这是西方最后一次对拜占庭以及盘踞在圣地的穆斯林发动的远征。
在剩下的9年中，马穆鲁克的胃口显得越来越大。他们提高税收，加剧了对西方朝圣者的迫害，这一切都破坏了当初的条约。1289年，嘉拉温苏丹集结了一支大军并率领他们入侵的黎波里伯国的残余部分，在一场血腥的攻城战后，首都的黎波里终于陷落了。在艰苦的守城战中，基督徒表现出的极度狂热给马穆鲁克造成了近乎是毁灭性的打击，以至于苏丹的长子同时也是最能干的儿子也在攻城战中阵亡了。他修养生息了两年以重组军队来给基督徒最后一击。  
1291年，一队来自阿卡的朝圣者遭到袭击，十字军方面则杀了叙利亚大篷车队中的十九位穆斯林商人作为报复。葛拉温狮子大开口要求高额赔偿金，对方却以沉默回应。因此，苏丹以这事为借口包围了阿卡城，终结了最后一个独立十字军国家的国祚。葛拉温在围攻期间死去，只留下家族中唯一幸存的成员卡里尔荣登大宝。随着阿卡城的沦陷，耶路撒冷王国正式宣告灭亡。十字军的活动中心北移到托尔托萨，最后不得不无可奈何地迁往塞浦路斯。圣地上的最后一处据点艾尔瓦德岛在1302年或1303年被攻陷。就在乌尔班二世首召圣战208年后，圣地上的十字军时代就此告终。

### 引用
1. ↑  The Gospel in All Lands By Methodist Episcopal Church Missionary Society, Missionary Society, Methodist Episcopal Church, p. 262.
2. ↑  A Manual of Church History By Albert Henry Newman, p. 461.
3. ↑  Dore's Illustrations of the Crusades By Gustave Dore, Dore.
4. ↑  "Histoire des Croisades III", Rene Grousset, p. 653. 该文同时引用了一个当代来源("Eracles", p. 461) ，解释爱德华是为了寻求援助才和蒙古人接触的。
5. ↑  "Histoire des Croisades III", Rene Grousset, p.653.